# Araki Kampo

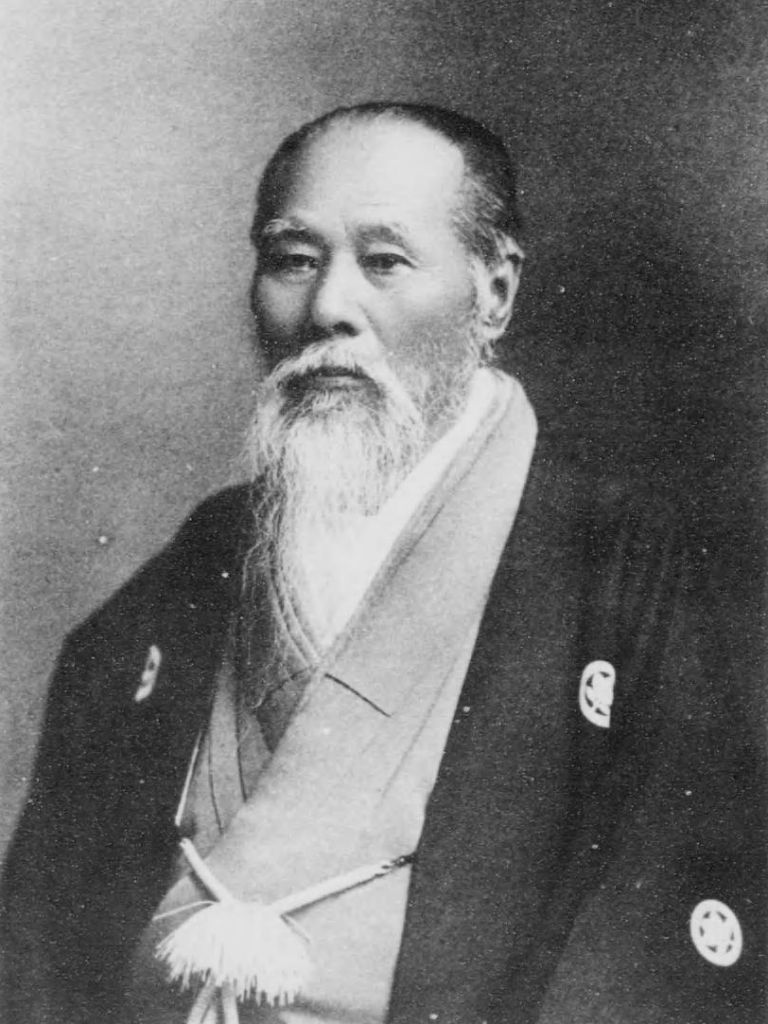
Araki Kampo

Araki Kampo (japanisch 荒木 寛畝; geboren 24. Juli 1831 in Edo, dem heutigen Tokio; gestorben 2. Juni 1915) war ein japanischer Maler der Bakumatsu- und Meiji-Zeit.

## Leben und Werk
Araki Kampo, geboren als Tanaka Kichi (田中 吉), begann ein Studium der Malerei unter Araki Kankai (荒木 寛快), einem Maler, der zur Stilrichtung des Tani Bunchō gehörte,  und wurde dessen Adoptivsohn.
1859 wurde Araki Hofmaler (御用絵師; Goyo eshi) des Tosa-Hans, aber nach der Meiji-Restauration 1868 wandte er sich der Malerei im westlichen Stil zu und bildete sich unter Kawakami Tōgai weiter. Doch dann kehrte er zur Malerei im japanischen Stil zurück.
Araki spielte 1887 eine aktive Rolle bei der Gründung der „Japan Art Association“ (日本美術協会, Nihon bijutsu kyōkai), wurde 1898 Professor an der Universität Tokio und 1900 „Teishitsu gikei-in“ (帝室技芸員), vom Kaiserlichen Hofamt als Künstler berufen. 1900 wurde er auf der Weltausstellung in Paris mit einer Silbermedaille ausgezeichnet, 1904 erhielt er auf der Weltausstellung in Louisiana einen 2. Preis.
Seine Malerei, im klassischen japanischen Stil gehalten, zeigt einen leichten westlichen Einfluss. Seine Spezialität war das „Blumen und Vögel“ Motiv (花鳥画, Kachō-ga). Ein Beispiel ist das Bild „Jaku-zu“ (孔雀図) – „Pfauenbild“, das sich im Besitz des Hofamts befindet. Er hatte zahlreiche Schüler, darunter Araki Jippo, Ikegami Shūho, Nagata Shunsui und Nishizawa Tekiho.
Araki Kampo ist in der Sammlung des deutschen, in Japan tätigen Arztes Erwin Bälz (1849–1913) vertreten.

## Bilder

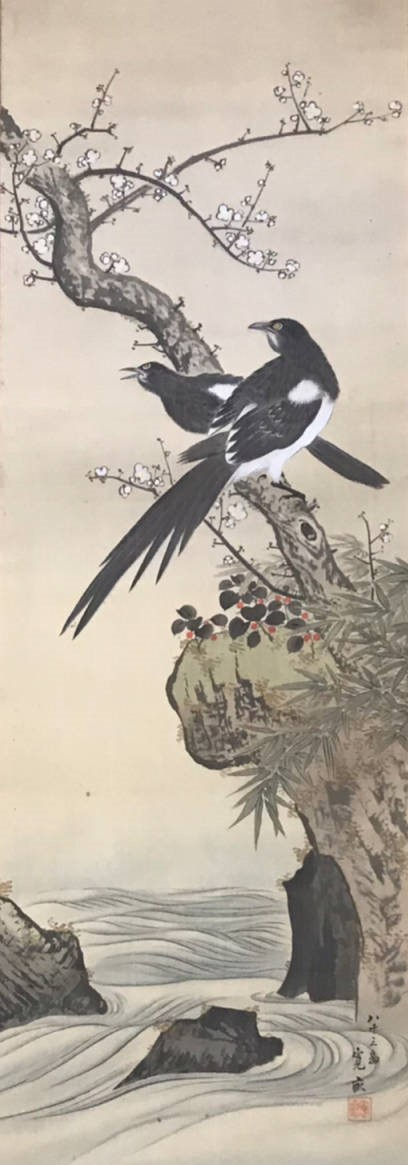
Vögel
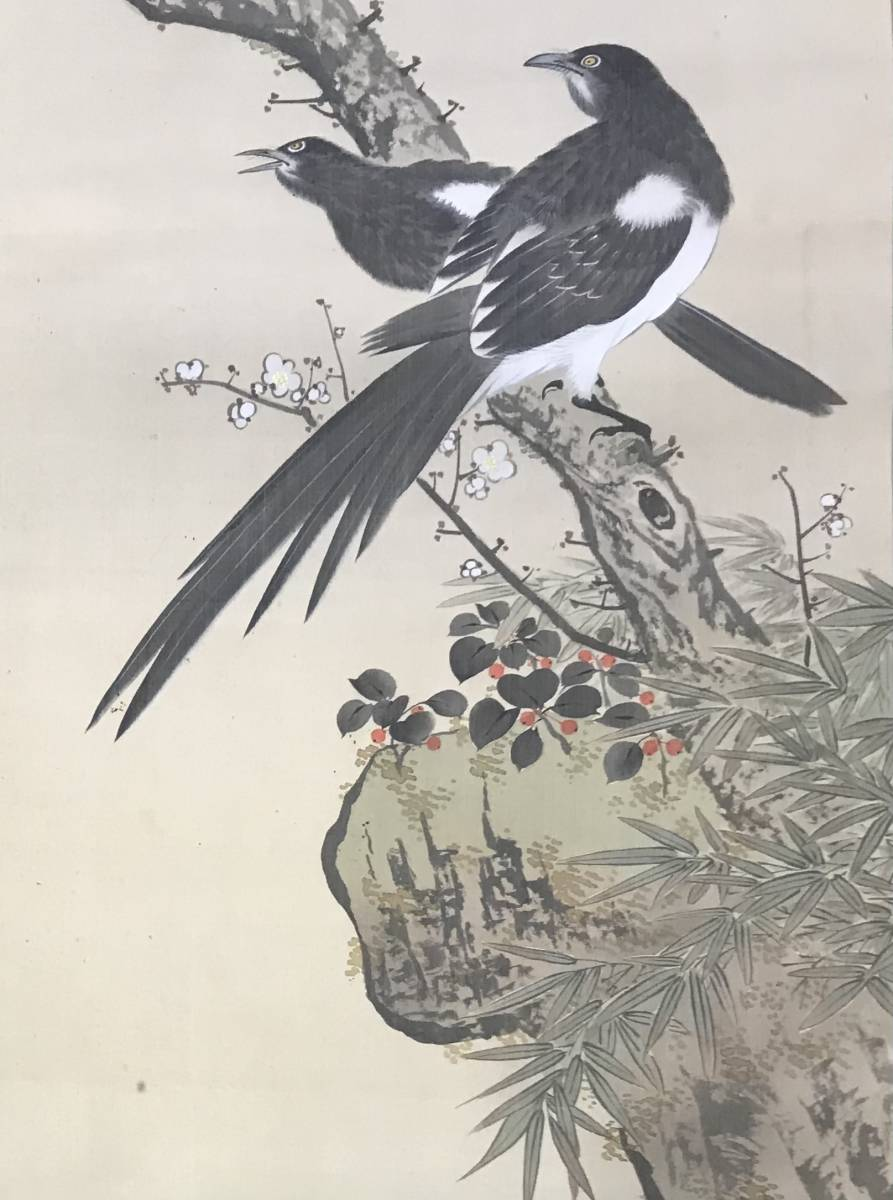
Vögel, Ausschnitt
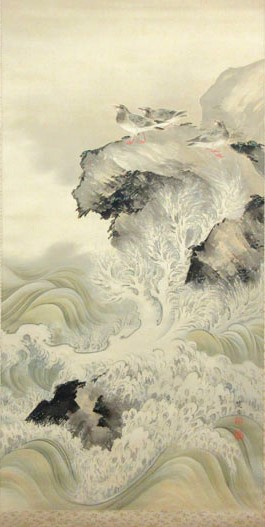
Felsen am Meer
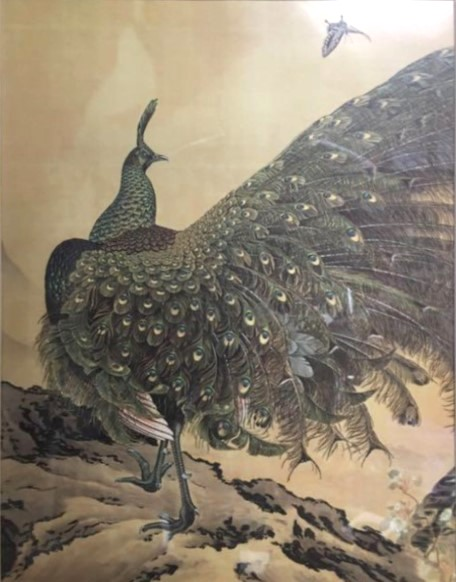
Pfau 1
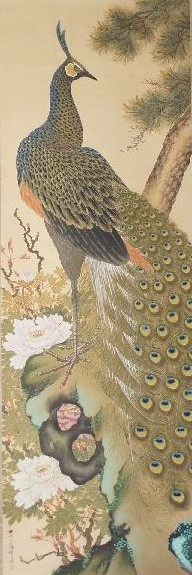
Pfau 2
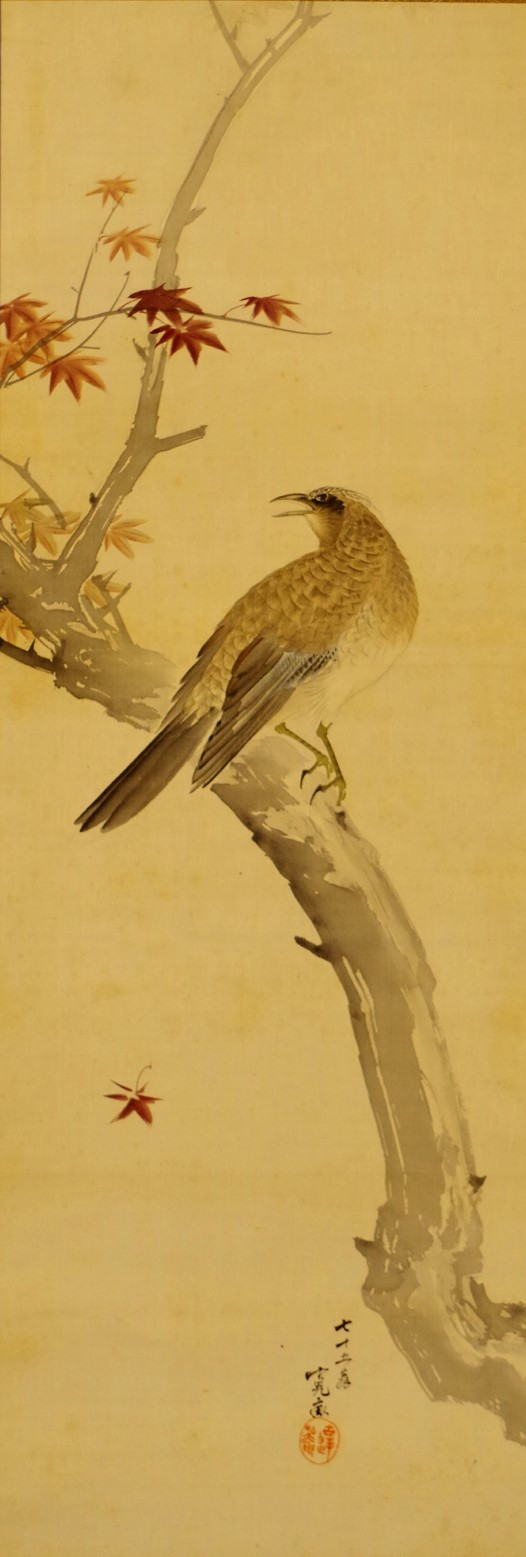
Vogel auf Ahorn
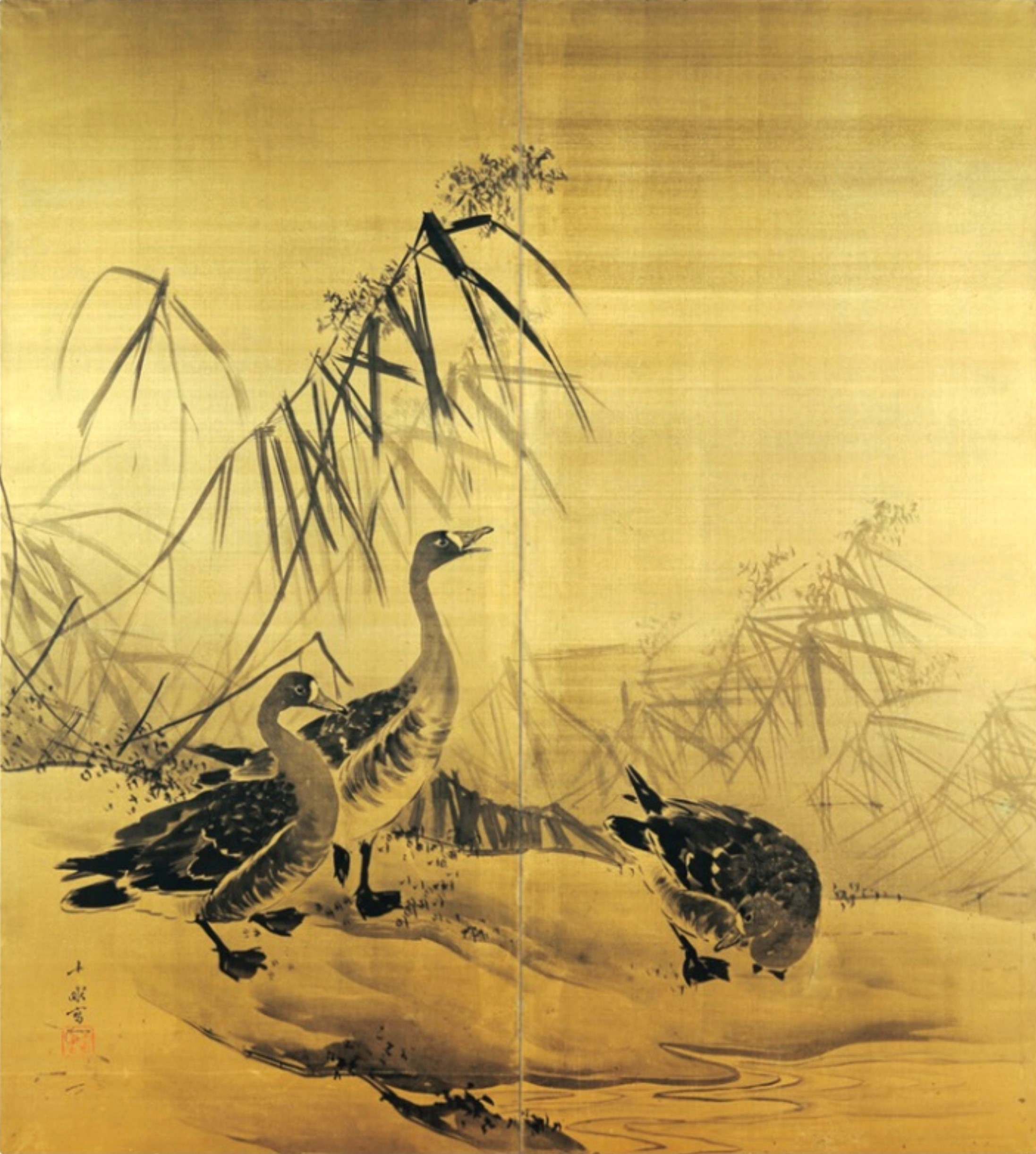
Stellschirm, links